# Smeltwarmte

Verdampings- en smeltenthalpie van verschillende stoffen in functie van het kookpunt of smeltpunt. Deze gegevens illustreren respectievelijk de regel van Trouton en de regel van Richards.

De smeltwarmte is de hoeveelheid warmte die nodig is om een bepaalde hoeveelheid stof van een kristallijne vaste stof in een vloeistof te doen overgaan. Meestal wordt hiermee de smeltenthalpie bedoeld, de smeltwarmte bij constante druk.
Men maakt een onderscheid tussen de molaire smeltwarmte (de smeltwarmte per massa-eenheid) en de specifieke (of soortelijke) smeltwarmte (de smeltwarmte per mol). Deze grootheid wordt meestal uitgedrukt in joule per mol (J/mol). De twee zijn aan elkaar gerelateerd via de molaire massa. De molaire smeltwarmte van water (ijs) is ongeveer 6,02 kJ/mol, wat overeenkomt met een specifieke smeltwarmte 334 kJ/kg.
Een goede manier om smeltwarmtes te meten is de differentiële scanningcalorimetrie (DSC).
Als men het smeltpunt van een stof kent, kan men met de regel van Richards een ruwe schatting maken van de molaire smeltwarmte.